# Contrato de gestão
O Contrato de Gestão é um modelo de administração pública que pretende ser mais eficiente.  É o ajuste celebrado pelo Poder Público com órgãos e entidades da Administração direta, indireta e entidades privadas qualificadas como organizações sociais, para lhes ampliar a autonomia gerencial, orçamentária e financeira ou para lhes prestar variados auxílios e lhes fixar metas de desempenho na consecução de seus objetivos
Sua previsão legal está no artigo 37, §8° da Constituição Federal, incluído pela emenda constitucional 19/98. Antes da emenda eram previstos apenas em Decretos. Portanto, os poucos contratos de gestão celebrados acabavam sendo impugnados pelo Tribunal de Contas, já que o controle só pode decorrer da Constituição ou de leis infraconstitucionais, não de decretos.
Conforme o dispositivo constitucional, pode-se extrair que contrato de gestão amplia a autonomia gerencial, orçamentária e financeira dos entes administrativos, a saber, autarquias e fundação publica, visando melhores resultados da Administração Pública.
É um instrumento moderno de Administração por Objetivos, consiste em estabelecer compromissos periódicos com objetivos e metas de cada uma das empresas estatais com o Estado. Busca-se com isso migrar o enfoque da atividade governamental dos métodos (meios) para os resultados (fins).
Diferença básica no CONTRATO DE GESTÃO para o CONVÊNIO.
O convênio é previsto no art. 116 da Lei 8666/1993, e a partir de 27 de julho de 2015 o art. 84 da Lei 13.019 de 31 de julho de 2014, impede o uso deste instrumento para firmar parcerias com filantropias a partir da vigência da lei 13.019/2014, resumindo-o a tratativas com entes federados (união - estados - municípios e órgão ligados direta e indiretamente, inclusive administração indireta). Ainda, o convênio é previsto para consórcios públicos com base na lei 11.107 de 06 de abril de 2005. Convênios são pactuados para oferta de unidades de serviços. Exemplo: contratar profissionais de saúde, ofertar educação infantil.
O contrato de gestão, como o próprio título já denota, tem finalidade de gerir, gestão, algo maior, amplo, dentro do universo de atuação, as atividades não devem ser fragmentadas. Por exemplo: se um hospital atual em contrato de gestão e este atende pronto socorro, especialidades, internações, procedimentos cirúrgícos variados, oncologia, raio x, ressonância magnética, etc, e caso o poder público necessite destes serviços, se tratando de contrato de gestão, a entidade não poderá negar atendimento, considerando que ainda não tenha alcançada as quantidades de ofertas propostas no plano de trabalho do contrato de gestão pactuado